# Hawkeye (Iowa)
Pour les articles homonymes, voir Hawkeye.
Ne doit pas être confondu avec Hawkeyes de l'Iowa.
Hawkeye est une ville du comté de Fayette, en Iowa, aux États-Unis. Elle est incorporée le 9 avril 1895.